# Лугажи (станция)
Лу́гажи (латыш. Lugaži) — железнодорожная станция в Валкской волости Валкского края Латвии, на линии Рига—Лугажи,ранее являвшейся частью Псково-Рижской железной дороги.
Станция построена в 1942 году как часть станции Валка, где на 12 путях формировали армейские эшелоны. На некоторых картах времён Второй мировой войны отмечена как Луде (нем. Lude). С 1992 года пограничная станция Латвии, после вхождения Эстонии и Латвии в Шенгенскую зону таможенный контроль снова отменён.